# Міхеїл Махарадзе
Міхеїл Махарадзе (нар. 13 листопада 1946, с. Пачха, Хулонський район) — грузинський чиновник, учений, педагог, політик, публіцист, філософ.
У 1970 році закінчив філософсько-психологічний факультет Тбіліського державного університету. У 1999-2004 роках був депутатом парламенту Грузії 5-го скликання за партійним списком, виборчий блок: «Союз громадян Грузії». У 2012-2016 роках — депутат парламенту Грузії 8-го скликання за партійним списком, виборчий блок «Єдиний національний рух — «Більше блага для народу».